# Třída Mărăşti
Třída Mărăşti byla třída torpédoborců Rumunského královského námořnictva. Torpédoborce byly objednány před první světovou válkou v Itálii. Za první světové války byly zrekvírovány pro potřeby Italského královského námořnictva. Za války představovaly vůbec největší torpédoborce italského námořnictva.
Po válce byly první dvě jednotky vráceny Rumunsku, přičemž druhý pár později získalo Španělsko. Rumuni své dva torpédoborce nasadili ve druhé světové válce, po níž je na krátký čas získal SSSR. Po navrácení Rumunsku sloužily až do svého vyřazení na počátku 60. let.

## Stavba
Stavba čtyř torpédoborců této třídy byla zadána roku 1913 neapolské loděnici Pattison. Stavba proběhla v letech 1914–1920. Dne 5. června 1915 byly zabaveny italským námořnictvem.
Jednotky třídy Mărăşti:
| Jméno                                                 | Spuštěna        | Vstup do služby | Status       |
| ----------------------------------------------------- | --------------- | --------------- | ------------ |
| Mărăşti (ex Vijelie, ex Sparviero, ex Lovkij, ex D12) | 26. března 1917 | 1917            | vyřazen 1963 |
| Mărăşeşti (ex Vartez, ex Nibbio, ex Logkij, ex D11)   | 30. ledna 1918  | 1918            | vyřazen 1963 |
| Melilla (ex Vifor, ex Aquila)                         | 1917            | 1918            | vyřazen      |
| Ceuta (ex Viscul, ex Falco)                           | 1919            | 1920            | vyřazen      |

## Konstrukce

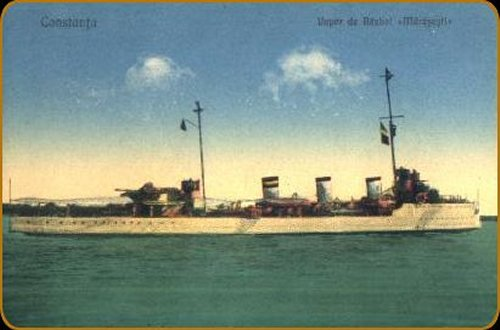
Mărăşeşti

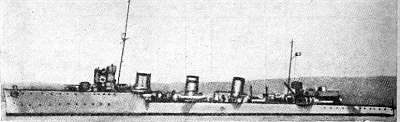
Mărăşeşti

Torpédoborce Aquila a Falco byly dokončeny se silnou výzbrojí tří 150mm kanónů, čtyř 76mm kanónů, dvou protiletadlových 47mm kanónů a dvou dvojitých 450mm torpédometů. Zároveň mohly nést až 100 min.
V letech 1925–1926 byly dosavadní tři 150mm kanóny nahrazeny pěti hlavněmi ráž 120 mm. Za druhé světové války jejich výzbroj tvořily čtyři 127mm kanóny, čtyři 37mm kanóny a čtyři 20mm kanóny.
Pohonný systém tvořily Tosiho turbína a pět kotlů Thornycroft vytápěných mazutem. Lodní šrouby byly dva. Nejvyšší rychlost dosahovala 35 uzlů. Dosah plavidel činil 1700 námořních mil při rychlosti 15 uzlů.

## Operační služba
Za druhé světové války byly torpédoborce Mărăşti a Mărăşeşti nasazeny v oblasti Černého moře. Po podepsání příměří se SSSR v roce 1944 Rumuni museli své lodě odevzdat Sovětskému svazu. Torpédoborce poté získalo Černomořské loďstvo, které je přejmenovalo na Lovkij a Logkij. Už v roce 1946 byly obě lodě vráceny Rumunsku, kde sloužily jako D 11 a D 12. V roce 1963 byly vyřazeny a následně sešrotovány.
Torpédoborce Aquila a Falco po válce zůstaly v Itálii. Roku 1937 byly prodány španělským nacionalistům.